# Oswald von Nell-Breuning

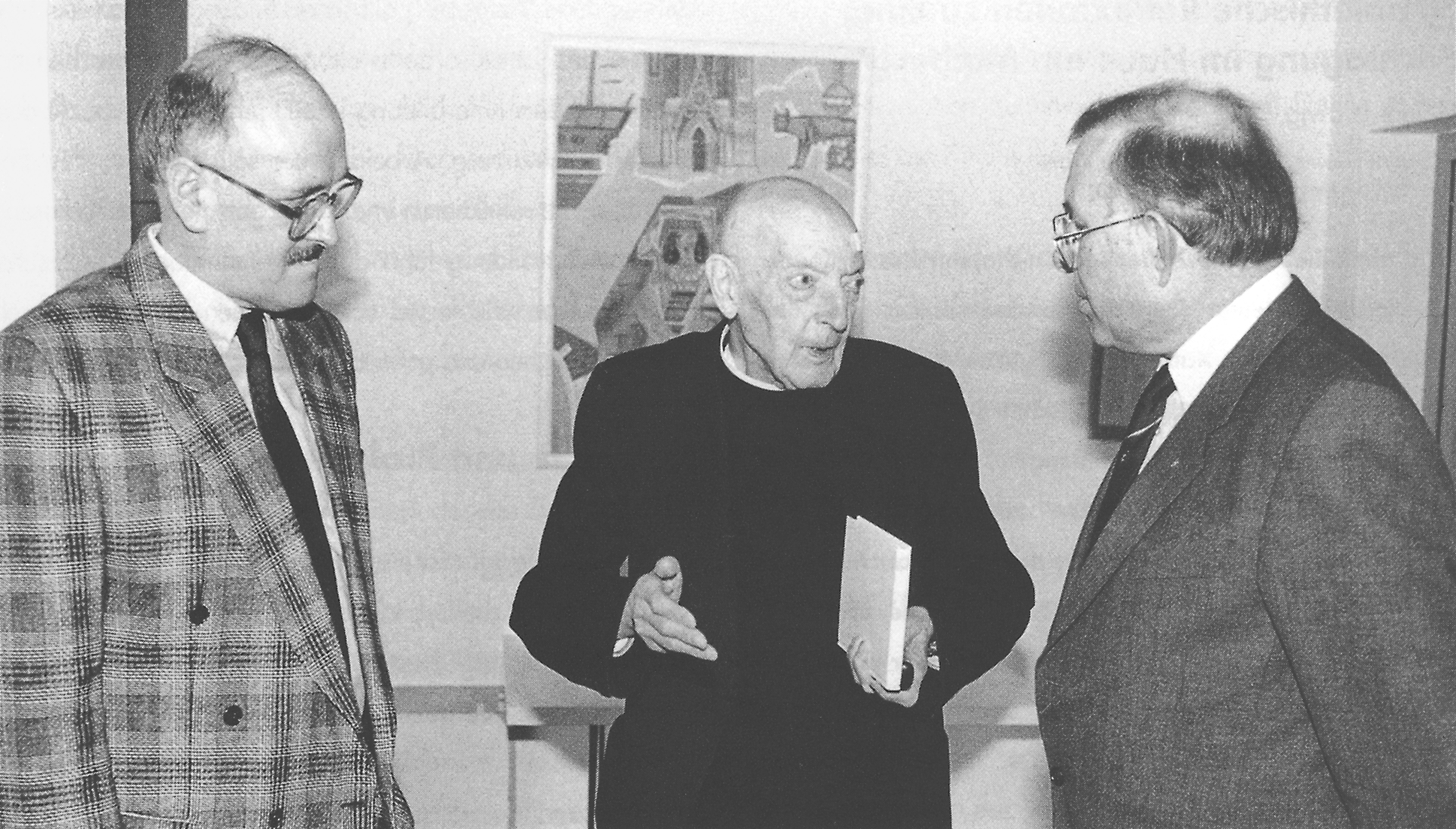
Oswald von Nell-Breuning (Bildmitte) im Gespräch

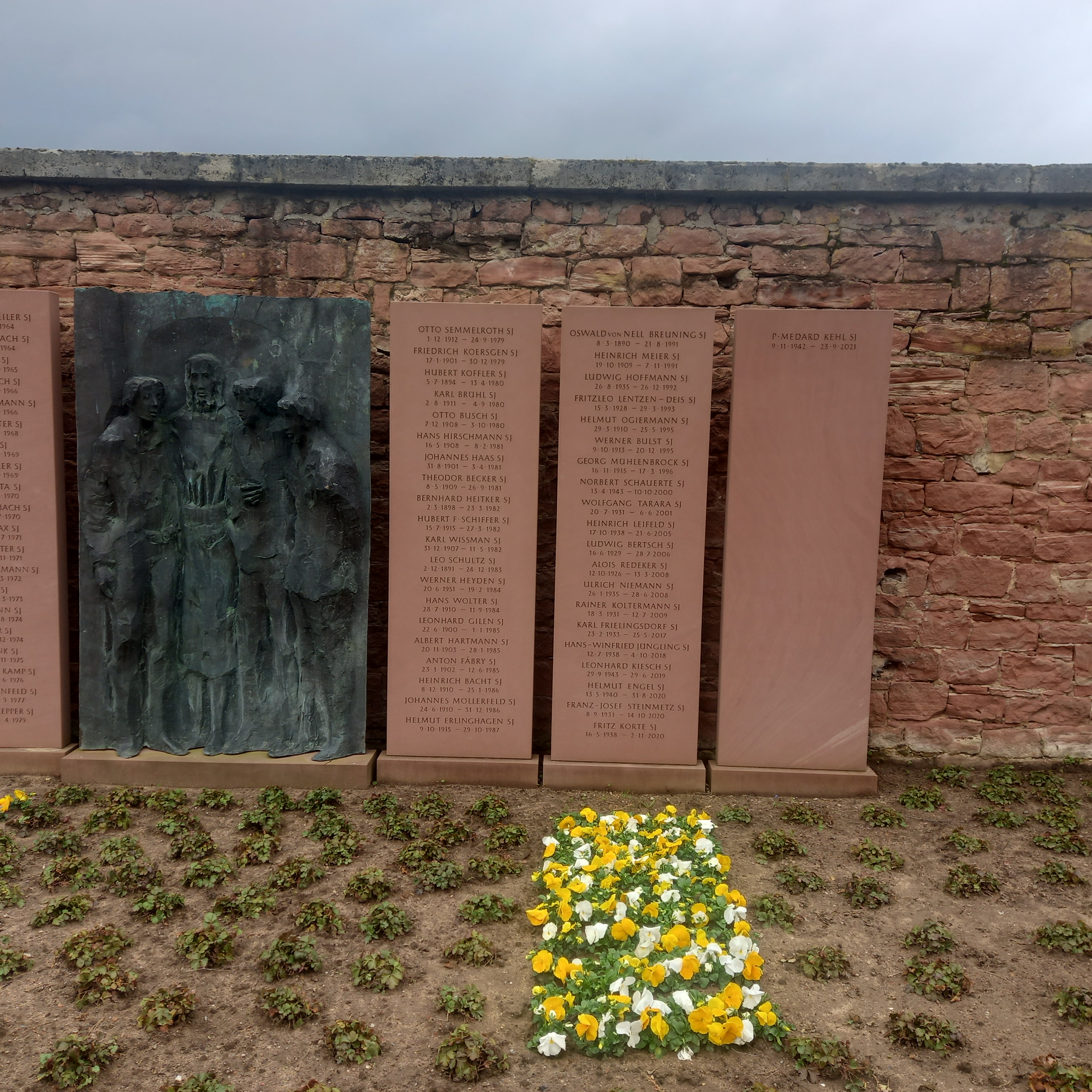
Das Grab von Oswald von Nell-Breuning (Steintafel Mitte oben) in der Grablege des Jesuitenordens auf dem Südfriedhof (Frankfurt am Main)

Oswald von Nell-Breuning SJ (* 8. März 1890 in Trier; † 21. August 1991 in Frankfurt am Main) war ein deutscher römisch-katholischer Theologe, Jesuit, Priester, Nationalökonom und Sozialphilosoph, der als „Nestor der katholischen Soziallehre“ galt.
Nell-Breuning wirkte als Berater von Pius XI. maßgeblich an der Formulierung der berühmten Sozialenzyklika Quadragesimo anno von 1931 mit, in der die Sozialbindung des Eigentums gefordert wurde und in der Nell-Breuning das Subsidiaritätsprinzip entwickelte.
Nell-Breunings Denken basiert auf der klassischen Naturrechtstradition und den daraus im 19. Jahrhundert entwickelten Grundprinzipien der katholischen Soziallehre,  Personalität, Solidarität und Subsidiarität.  In seinen über 1800 Veröffentlichungen behandelte er Fragen der Wirtschaftsethik, der Wirtschafts- und Sozialpolitik.  Wichtige Themen waren dabei das Verhältnis von Arbeit und Kapital, die Auseinandersetzung mit dem Marxismus, die Frage der Mitbestimmung, die Ausgestaltung der katholischen Soziallehre und damit die Überwindung der Entfremdung der Arbeiterschaft von der Kirche.

## Leben

### Herkunft und Ausbildung

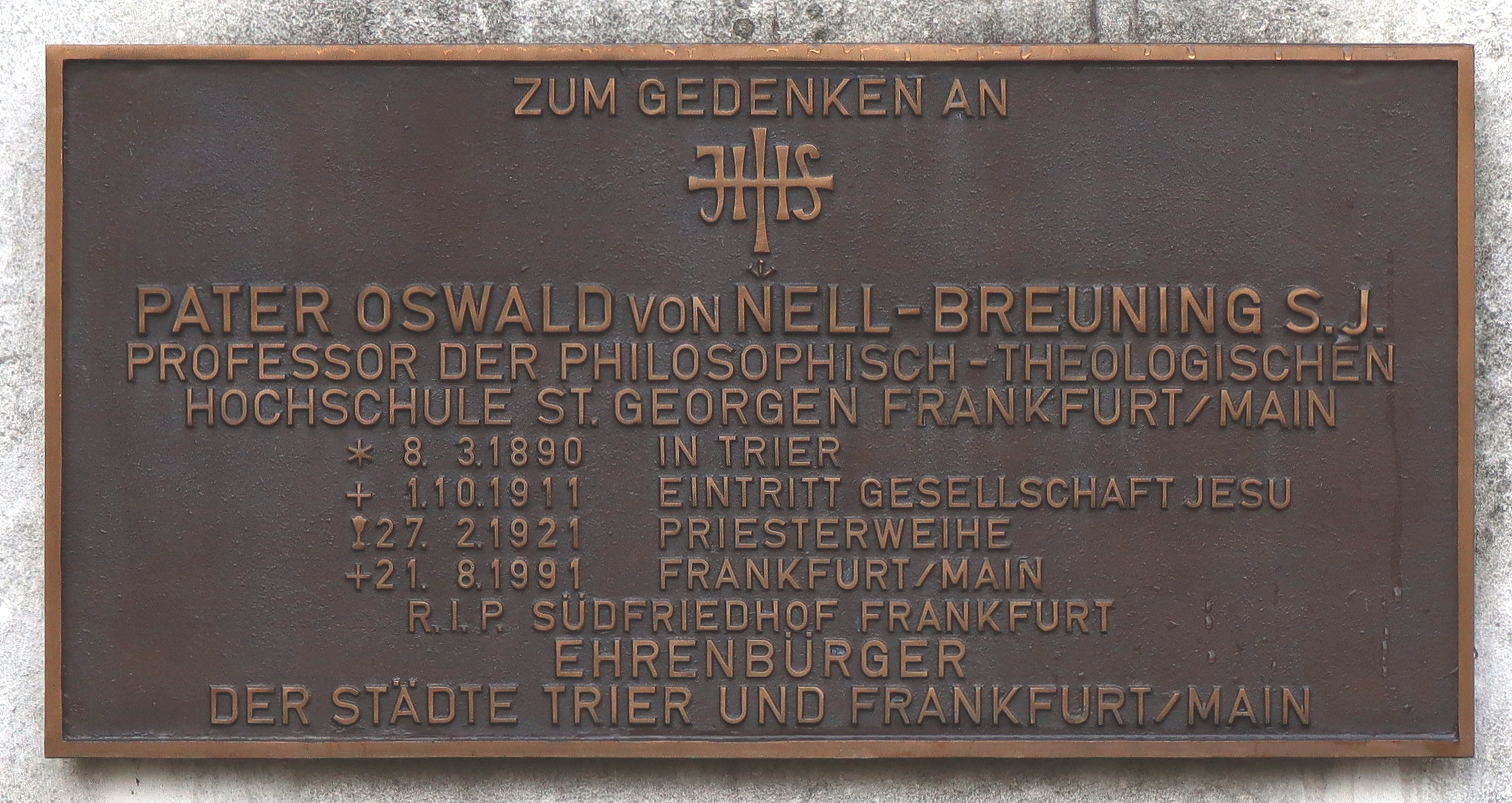
Gedenktafel in Trier, St. Matthias Basilika

Oswald von Nell-Breuning wurde als Sohn des Weingutbesitzers Arthur von Nell (1857–1939) und dessen Frau Bernharda geborene von Breuning (1862–1933), ihrerseits Tochter des Juristen und Politikers Carl von Breuning und Schwester von Maximilian von Breuning, in Trier geboren. Sein Geburtshaus in der Trierer Lindenstraße ist bis heute erhalten. Die Eltern des jungen Oswald hätten gerne gesehen, dass der Sohn den Familienbetrieb weiterführte; dieser jedoch wünschte sich schon früh, Priester zu werden. Er legte 1908 am humanistischen Friedrich-Wilhelm-Gymnasium – am selben Gymnasium wie Karl Marx – sein Abitur ab.
Nach der Schulzeit wandte sich Nell-Breuning zunächst vier Semester lang mathematisch-naturwissenschaftlichen Studien zu. Er hörte Vorlesungen in Kiel, München, Straßburg und Berlin (dort u. a. bei Adolf Wagner) und war Mitglied im Naturhistorischen Verein der preussischen Rheinlande und Westphalens. Während seines Mathematikstudiums erhielt er die Genehmigung zur Namens- und Wappenvermehrung und Annahme des Namens seiner Mutter als Nell-Breuning.
An der Universität Innsbruck begann er 1910 das Studium der Philosophie und der Theologie. 1911 trat er dort in den Jesuitenorden ein. Er absolvierte ein zweijähriges Noviziat in ’s-Heerenberg (Niederlande) und begann danach das Philosophiestudium an der Ordenshochschule in Valkenburg. Das Ordensstudium wurde unterbrochen durch seinen Militärdienst im Ersten Weltkrieg (1914–1916), in dem er als Sanitäter in einem Malteser-Lazarett-Trupp tätig war. 1916 wurde er als nicht mehr kriegsverwendungsfähig entlassen und vom Orden an das Jesuitenkolleg „Stella Matutina“ in Feldkirch als Erzieher geschickt. 1920 setzte er seine Studien in Innsbruck fort und wurde dort 1921 zum Priester geweiht.
1926 wurde er nach Münster gesandt, wo er 1928 bei Joseph Mausbach und Heinrich Weber promovierte. Seine Dissertation behandelte das Thema Grundzüge der Börsenmoral und machte ihn in der katholischen Öffentlichkeit bekannt. Noch im selben Jahr wurde er als Professor für Moraltheologie, Kirchenrecht und Gesellschaftsrecht an die neu gegründete Philosophisch-Theologische Hochschule Sankt Georgen in Frankfurt am Main berufen, an der er auch nach seiner Emeritierung noch lange lehrte und arbeitete.

### Wirken bis 1945
Von 1928 bis 1987 war von Nell-Breuning Hausgeistlicher des St. Theresien-Kinderheimes in Offenbach am Main, das von 1967 bis 1985 ein Ferienhaus für seine Heimkinder in Unterleinach (ab 1978 Leinach zugehörig) unterhielt, wo sich in dieser Zeit von Nell-Breuning häufig aufhielt, jährlich Vorträge für Kommunalpolitiker hielt und Interviews gab. Er erwarb sich bald ein über die kirchlichen Grenzen hinausreichendes Ansehen als Ökonom. Er gehörte zum Königswinterer Kreis mit Johannes van der Velden und Götz Briefs, der Fragen der Soziallehre diskutierte. Den Höhepunkt seiner damaligen Aktivitäten bildete seine maßgebliche Mitwirkung an der 1931 veröffentlichten Sozialenzyklika Quadragesimo anno von Papst Pius XI. (siehe auch: Subsidiarität). In ihr wurde u. a. die kirchliche Kritik an der kapitalistischen Klassengesellschaft, die Gleichwertigkeit von Lohnarbeit und Kapital, die Sozialbindung des Eigentums und das Ziel einer „neuen Gesellschaftsordnung“ formuliert.
In der Zeit des Nationalsozialismus hatte Nell-Breuning von 1936 bis 1945 Schreib- und Publikationsverbot. 1944 wurde er wegen angeblicher Devisenvergehen zu drei Jahren Zuchthaus verurteilt, brauchte die Strafe aus „Gesundheitsgründen“ aber nicht mehr anzutreten.

### Wirken nach 1945
Nach dem Zweiten Weltkrieg entfaltete Nell-Breuning eine rege Tätigkeit als Professor, Publizist und Vertreter der katholischen Kirche. 1947 bis 1950 brachte er zusammen mit Hermann Sacher das Wörterbuch der Politik heraus, worin viele Grundsatzartikel Nell-Breunings zur katholischen Soziallehre enthalten waren.
1948 erhielt er einen Lehrauftrag für Wirtschafts- und Sozialethik an der Johann-Wolfgang-Goethe-Universität in Frankfurt am Main, die ihn 1956 zum Honorarprofessor ernannte. Daneben war er Mitglied des Königswinterer Kreises am dortigen Institut für Gesellschafts- und Wirtschaftsordnung – zusammen mit Theodor Brauer, Götz Briefs, Gustav Gundlach, Paul Jostock, Franz H. Mueller und Heinrich Rommen. Seit ihrer Gründung wirkte Nell-Breuning außerdem an der Frankfurter Akademie für Arbeit.
Sein Interesse konzentrierte sich seit den 1950er Jahren zunehmend auf die aktuellen Fragen der Wirtschafts- und Gesellschaftspolitik. In den drei Bänden des Sammelwerks Wirtschaft und Gesellschaft (1956–1960) setzte er sich mit den Fragen einer wirtschaftlichen Neuordnung auseinander. Es war ihm ein Anliegen, dass die vor 1933 herrschenden kapitalistischen Unternehmensstrukturen neu geordnet würden. Die Arbeitnehmer sollten stärker in die Industriegesellschaft integriert und gleichberechtigte Partner der Arbeitgeber werden. Wichtige Themen waren dabei u. a. der Lastenausgleich, der gerechte Lohn, das Streikrecht der Gewerkschaften, die Wohnungsnot, die Vermögenspolitik und die Unternehmensverfassung.
Nell-Breuning hatte ein besonders enges Verhältnis zu den Gewerkschaften. Seit 1959 war er Mitglied des Wirtschaftswissenschaftlichen Instituts des deutschen Gewerkschaftsbundes. Er befürwortete die Einheitsgewerkschaft und versuchte das Wiederaufleben der Richtungsgewerkschaften zu bekämpfen. Mit dem Deutschen Gewerkschaftsbund verband ihn eine langjährige Beratertätigkeit. Nell-Breuning versuchte, den christlichen Einfluss im DGB aufrechtzuerhalten und eine marxistische Ausrichtung zu verhindern. Trotz seiner Nähe zum DGB vertrat er in einigen zentralen Punkten eine DGB-kritische Haltung, so sprach er sich z. B. gegen die 35-Stunden-Woche mit vollem Lohnausgleich und für die Möglichkeit der Aussperrung aus.
Nell-Breuning setzte sich für die Beteiligung der Arbeitnehmer am Produktiveigentum ein und förderte den Gedanken des Investivlohns. Ab Mitte der 1960er Jahre verschob sich sein Engagement für die Arbeitnehmerschaft von der Vermögensbildung zur Mitbestimmung, deren sozialethische Begründung er in vielen Artikeln herausarbeitete. Er stand im engen Kontakt zur Katholischen Arbeitnehmer-Bewegung. Er begrüßte auch die Formulierungen des Godesberger Programms der SPD, das er als ein „kurzgefaßtes Repetitorium der katholischen Soziallehre“ bezeichnete.
Nell-Breuning war außerdem Mitglied im wissenschaftlichen Beirat der Bundesministerien für Wirtschaft (1948–1965), für Städtebau und Wohnungswesen (1950–1958) und für Familien- und Jugendfragen (1959–1961). Zudem gehörte Nell-Breuning dem Kuratorium der 1959 gegründeten Deutsch-Israelischen Studiengruppe an der Goethe-Universität Frankfurt an.
An seinem 100. Geburtstag wünschte ihm einer der Gratulanten noch ein paar Lebensjahre, worauf er antwortete: „Nein, das ist mir zu wenig – ich will ewig leben.“ Am 21. August 1991 starb Oswald von Nell-Breuning in Frankfurt am Main im Alter von 101 Jahren. Mit mehr als 1800 Veröffentlichungen hatte er ein schaffensreiches Leben. Zu seinen zahlreichen Schülern gehören der niederländische Soziologe und Jesuit Harry Hoefnagels und der deutsche Politiker Norbert Blüm.
An der Philosophisch-Theologischen Hochschule Sankt Georgen in Frankfurt am Main wurde 1992 das Oswald von Nell-Breuning-Institut für Wirtschafts- und Gesellschaftsethik ins Leben gerufen, dessen Leiter bis 2006 der renommierte Theologe, Wirtschaftswissenschaftler und Jesuit Friedhelm Hengsbach war. Der aktuelle Leiter des Instituts ist Bernhard Emunds.

## Werk
Beginnend mit dem Jahr 1924 widmete sich Nell-Breuning in über 1.800 Titeln einer Vielzahl von Sachthemen. Er beschäftigte sich darin mit den jeweils aktuellen wirtschaftlichen und sozialen Problemen in Deutschland, wobei er keinen geschlossenen Entwurf einer Gesellschafts- und Wirtschaftsordnung vorgelegt hat.
Zu seinen Themen in der Zeit vor dem Zweiten Weltkrieg gehörten die Geldentwertung, das Bodenrecht, die  Förderung des Bausparens,  Wohnungseigentum und Wohnungsbau. Weiterhin beschäftigte er sich zu dieser Zeit mit der Funktion des Geld- und Kapitalmarkts, einer gerechten Finanzverfassung, dem Aktienrecht und  der Unternehmenskonzentration. Außerdem stellte er grundsätzliche Betrachtungen über die Funktion des Eigentums und die kapitalistische Wirtschaftsweise an.
In der Aufbauphase der Bundesrepublik Deutschland standen fundamentale Fragen der Neuordnung von Gesellschaft, Wirtschaft und Staat im Mittelpunkt. Nell-Breuning schrieb über christliche Gesellschaftsmodelle, die er jenseits von Kapitalismus und Sozialismus verortete, über Demokratie in der Wirtschaft und das Verhältnis von Kirche und politischen Parteien. Bis zur Verwirklichung der Montanmitbestimmung 1951 schrieb er zahlreiche Artikel zu diesem Thema. Weiterhin beschäftigte ihn das Thema Arbeitszeitverkürzung, die Vermögensbildung und familiengerechte Wohnungen für Arbeiterfamilien. Als besonders wichtig sah er außerdem die Rentenreform und den Ausbau des Sozial- und Rechtsstaats an.
In den 1970er und 1980er Jahren griff er im Anschluss an die Pastoralkonstitution des Zweiten Vatikanischen Konzils Gaudium et spes erneut das Thema der wirtschaftlichen Mitbestimmung und die Frage einer neuen Unternehmensverfassung auf. Angeregt durch die Sozialen Rundschreiben von Paul VI. setzte sich Nell-Breuning intensiv mit Karl Marx auseinander, dessen Menschenbild er zwar ablehnte, dessen Beschreibung gesellschaftlicher Abhängigkeiten der Arbeiter ihn aber überzeugte. Diese Abhängigkeiten sah er auch in der Kirche als Arbeitgeber gegeben. Ermutigt durch die Sozialenzyklika Über die menschliche Arbeit von Johannes Paul II. (1981) kritisierte Nell-Breuning, dass die Kirche ihren Mitarbeitern weniger Mitwirkungsrechte einräume, als dies in der gewerblichen Wirtschaft und dem öffentlichen Dienst üblich sei.

### Arbeitszeitverkürzung aus güterwirtschaftlicher Sicht
Die wissenschaftlichen Ausarbeitungen von Oswald von Nell-Breuning sind wegen seiner Auseinandersetzung mit den Gewerkschaften und dem Marxismus für die Wirtschaftswissenschaften von Bedeutung, da von Nell-Breuning auch bereit war, sich über gültige Doktrinen hinwegzusetzen, um wissenschaftliche Erkenntnisse in einer einfachen und verständlichen Form beim Namen zu nennen. So ging er 1985 in einer Befragung davon aus, „dass zur Deckung des gesamten Bedarfs an produzierten Konsumgütern ein Tag in der Woche mehr als ausreicht. … Die sieht man aber nicht, wenn man von den Finanzen her zu denken anfängt, sondern die sieht man nur, wenn man güterwirtschaftlich denkt.“ Dies bedeutet, dass der Zugang zu einer solch umfassenden Arbeitszeitverkürzung „nur güterwirtschaftlich“ sichtbar ist.

## Rezeption
Nell-Breuning beeinflusste als Redner und politischer Berater von Regierungen, Parteien, Gewerkschaften und Unternehmerverbänden in erheblichem Maße die sozial- und wirtschaftspolitische Entwicklung der Bundesrepublik. Seine Mitarbeit an der Sozialenzyklika Quadragesimo anno stellte einen wichtigen Beitrag zur Entwicklung der katholischen Soziallehre dar. Seine stets auf die konkrete gesellschaftliche Problematik bezogene Erklärung der offiziellen Verlautbarungen der kirchlichen Soziallehre verschaffte dieser Verständnis und Verbreitung über die Kirche hinaus.
Unter seinem Einfluss kam es zu einer Annäherung von Arbeiterbewegung und Kirche. Wesentliche Elemente des Sozialstaatsmodells beruhen auf den von ihm maßgeblich mitentwickelten Prinzipien – wie etwa das Subsidiaritätsprinzip und die Mitbestimmung.

## Ehrungen
Nell-Breuning wurde unter anderem mit dem von der Katholischen Akademie in Bayern gestifteten Romano-Guardini-Preis (1972), der Goetheplakette der Stadt Frankfurt am Main (1977) sowie der Wilhelm-Leuschner-Medaille des Landes Hessen (1979), dem Hans-Böckler-Preis (1980) und der Cornelius-Gurlitt-Denkmünze ausgezeichnet. Im Jahr 1984 erhielt er den Bayerischen Maximilians-Orden und 1990, anlässlich seines 100. Geburtstags, überreicht von Richard von Weizsäcker die höchste Stufe des Bundesverdienstordens. 1981 wurde er Ehrenbürger der Stadt Trier und 1983 Ehrenbürger der Stadt Frankfurt am Main.
Am 17. April 1980 erhielt er die Ehrendoktorwürde des Fachbereichs Wirtschafts- und Sozialwissenschaften der WWU Münster, die Laudatio hielt Erik Boettcher. Auch von den Universitäten Innsbruck, Frankfurt am Main und Trier sowie von der Sophia-Universität Tokio erhielt er Ehrendoktorwürden.
Bereits in den 1990er Jahren wurde er zum Ehrenmitglied der Frankfurter Wirtschaftswissenschaftlichen Gesellschaft e. V. (kurz: fwwg) ernannt, der Alumniorganisation des Fachbereichs Wirtschaft der Goethe-Universität, Frankfurt am Main.
Die Stadt Trier vergibt seit 2003 alle zwei Jahre den mit 10.000 Euro dotierten Oswald-von-Nell-Breuning-Preis. Zu den bisherigen Preisträgern zählen unter anderem Paul Kirchhof, Helmut Schmidt, der Päpstliche Rat Cor Unum sowie die Brüder Hans-Jochen und Bernhard Vogel.

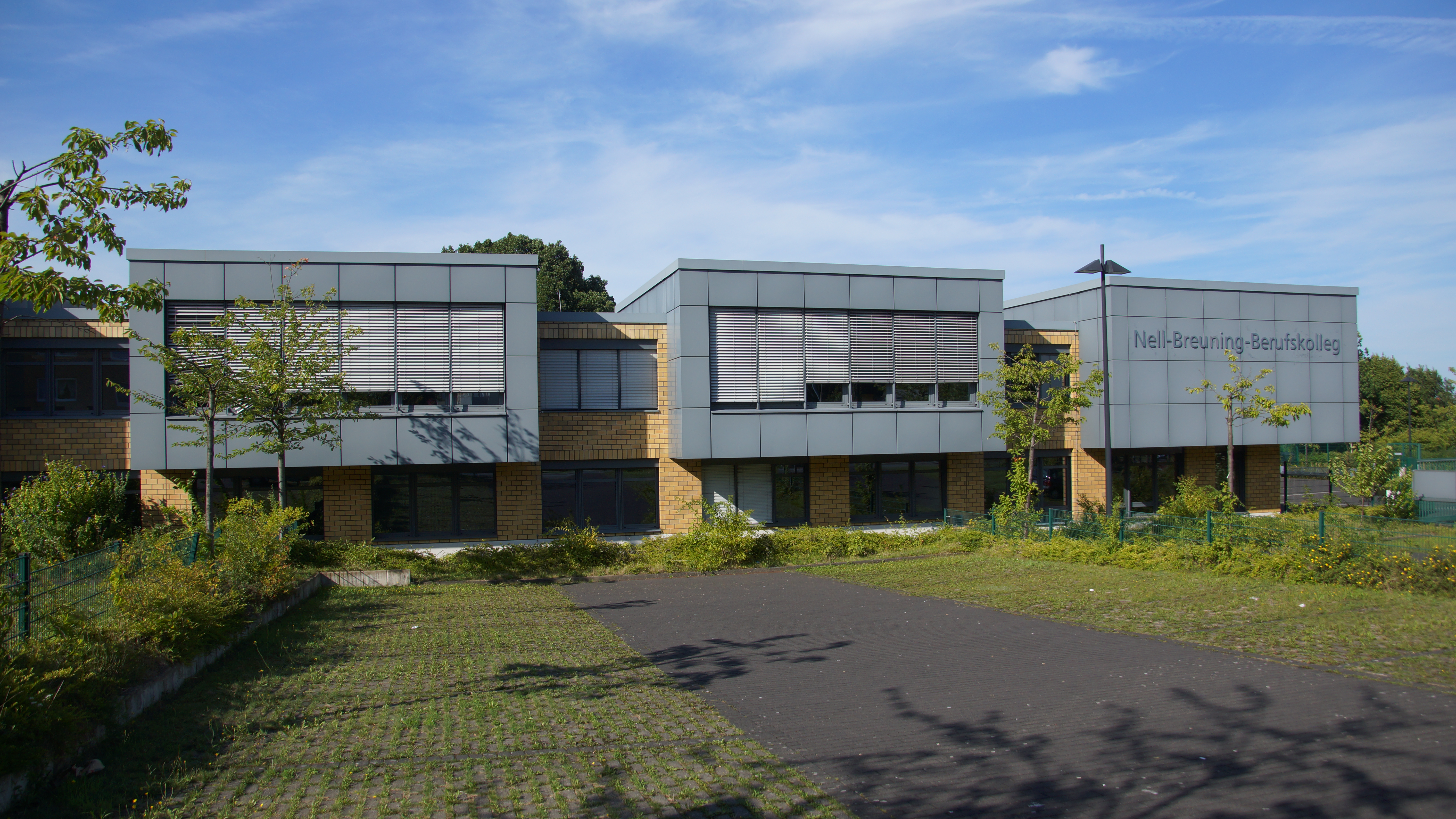
Nell-Breuning-Berufskolleg in Frechen-Habbelrath

In Trier trägt der letzte Teil der Verbindungsstraße zwischen Heiligkreuz und Mariahof den Namen Oswald-von-Nell-Breuning-Allee. In Bergheim-Glessen ist eine Straße im Gewerbegebiet auf Beschluss des Stadtrates „Oswald-von Nell-Breuning-Straße“ benannt worden. In Rödermark und Offenbach am Main gibt es Oswald-von-Nell-Breuning-Schulen. In Coesfeld, Frechen und im Bad Honnefer Ortsteil Rhöndorf (im Haus Rheinfrieden) gibt es ein Nell-Breuning-Berufskolleg. In Köln-Junkersdorf wurde eine Straße nach ihm benannt, in Netphen ebenfalls, in Rottweil gibt es die  Nell-Breuning Schule.
In Frankfurt a. M. wurde im Stadtteil Sachsenhausen eine Straße als Nell-Breuning-Straße benannt.
In Saarbrücken gibt es die Nell-Breuning-Allee auf den Saarterrassen im Stadtteil Burbach. Das Oswald-von-Nell-Breuning-Haus in Herzogenrath ist ein Bildungshaus in der Trägerschaft der CAJ und der KAB.

### Schriften (Auswahl)
- Grundzüge der Börsenmoral, 1928 (Dissertation)
- Die soziale Enzyklika, Köln 1932
- Zur christlichen Gesellschaftslehre. Herder, 1947 (zus. mit Hermann Sacher)
- Einzelmensch und Gesellschaft, 1950
- Mitbestimmung, Landshut 1950
- zusammen mit Hermann Sacher: Wörterbuch der Politik. Gesellschaft – Staat – Wirtschaft – Soziale Frage, 1952, 2. Aufl. 1954
- Wirtschaft und Gesellschaft heute, 3 Bände Freiburg i. Br. 1956–1960
- Kapitalismus und gerechter Lohn. Herder, 1960
- Baugesetze der Gesellschaft, 1968
- Grundsätzliches zur Politik, München 1975
- Soziallehre der Kirche, 1977
- Soziale Sicherheit. Zu Grundfragen der Sozialordnung aus christlicher Verantwortung, Freiburg i. Br. 1979
- Gerechtigkeit und Freiheit. Grundzüge katholischer Soziallehre, 1980
- Arbeit vor Kapital, Wien 1983
- Arbeitet der Mensch zuviel? Freiburg i. Br. 1985
- Kapitalismus kritisch betrachtet. Zur Auseinandersetzung um das bessere „System“, Freiburg i. Br. 1986
- Unsere Verantwortung. Für eine solidarische Gesellschaft, 1987
- Den Kapitalismus umbiegen. Schriften zu Kirche, Wirtschaft und Gesellschaft, Düsseldorf 1990

### Ausgaben
- Heribert Klein (Hrsg.): Oswald von Nell-Breuning – unbeugsam für den Menschen. Lebensbild, Begegnungen, ausgewählte Texte. Herder-Verlag, Freiburg i. Br. 1989. ISBN 3-451-21483-0
- Friedhelm Hengsbach: Schriften zu Kirche, Wirtschaft und Gesellschaft. Ein Lesebuch, 2005

### Sekundärliteratur
- Johannes Arnold (Hrsg.): Oswald von Nell-Breuning, Anekdoten – Erinnerungen – Originaltexte. Paulinus, 2., erweiterte Auflage, Trier 2010, ISBN 978-3-7902-1622-6.
- ders.: Oswald von Nell-Breuning – Erste Veröffentlichungen. Paulinus, Trier 2008, ISBN 978-3-7902-1623-3.
- ders.: Wir haben uns zwar gar nicht vertragen...– Oswald von Nell(-Breuning) in der Sozialstudentischen Bewegung unter Carl Sonnenschein. Paulinus, Trier 2011, ISBN 978-3-7902-1680-6.
- Bernhard Emunds, Hans-Günter Hockerts (Hrsg.): Den Kapitalismus bändigen. Oswald von Nell-Breunings Impulse für die Sozialpolitik. Paderborn 2015.
- Franz Furger: Nell-Breuning, Oswald von (1890–1991). In: Theologische Realenzyklopädie Bd. XXIV (1994), S. 254–256.
- Eberhard Grein: Ways into a new social market economy. Analytical approaches for the democratically legitimized states in Central and Eastern Europe with special reference to the work of Oswald von Nell-Breuning (= Europäische Hochschulschriften. Reihe 5. Volks- und Betriebswirtschaft. Vol. 3066). Lang, Frankfurt am Main u. a. 2004, ISBN 3-631-52491-9.
- Eberhard Grein: Für die soziale Marktwirtschaft. Oswald von Nell-Breuning – Reformer und Jesuit. 2., erneuerte Auflage, EOS, Sankt Ottilien 2011, ISBN 978-3-8306-7470-2.
- Jonas Hagedorn: Oswald von Nell-Breuning SJ. Aufbrüche der katholischen Soziallehre in der Weimarer Republik, Ferdinand Schöningh, Paderborn 2018, ISBN 978-3-506-78795-8.
- Hans Peter Henecka: Nell-Breuning (SJ), Oswald von. In: Wilhelm Bernsdorf / Horst Knospe (Hrsg.): Internationales Soziologenlexikon Bd. 2, Enke, Stuttgart 1984 S. 614–616.
- Friedhelm Hengsbach SJ: Nell-Breuning, Oswald von. In: Neue Deutsche Biographie (NDB). Band 19, Duncker & Humblot, Berlin 1999, ISBN 3-428-00200-8, S. 56–58 (Digitalisat).
- Friedhelm Hengsbach, Matthias Möhring-Hesse, Wolfgang Schroeder: Ein unbekannter Bekannter. Eine Auseinandersetzung mit dem Werk von Oswald von Nell-Breuning SJ. Ketteler, Köln 1990.
- Friedhelm Hengsbach: Oswald von Nell-Breuning. Ein Leben an der Grenze. In: Stephan Pauly (Hrsg.): Theologen unserer Zeit. München 1997, S. 111–123.
- Bernd Kettern: NELL-BREUNING, Oswald von. In: Biographisch-Bibliographisches Kirchenlexikon (BBKL). Band 6, Bautz, Herzberg 1993, ISBN 3-88309-044-1, Sp. 589–603 (Artikel/Artikelanfang im Internet-Archive).
- Siegfried Koß in Siegfried Koß, Wolfgang Löhr (Hrsg.): Biographisches Lexikon des KV. 2. Teil (= Revocatio historiae. Band 3). SH-Verlag, Schernfeld 1993, ISBN 3-923621-98-1, S. 95f.
- Anton Losinger: Gerechte Vermögensverteilung. Das Modell Oswald von Nell-Breuning. Paderborn 1994.
- Matthias Lutz-Bachmann: Nell-Breuning, Oswald von. In: Lexikon linker Leitfiguren. Büchergilde Gutenberg, Frankfurt a. M., Olten und Wien 1988.
- Oswald von Nell-Breuning-Institut für Wirtschafts- und Gesellschaftsethik: Kurzbiografie von Pater Oswald von Nell-Breuning SJ: https://web.archive.org/web/20120510234317/http://www.sankt-georgen.de/nbi/institut/pater-v-nell-breuning-sj/ (2014)
- Anton Rauscher: Oswald von Nell-Breuning SJ (1890–1991). In: Jürgen Aretz, Rudolf Morsey, Anton Rauscher (Hrsg.): Zeitgeschichte in Lebensbildern, Aus dem deutschen Katholizismus des 19. und 20. Jahrhunderts, Band 7, Aschendorff Verlag GmbH & Co. KG, Münster 1994, ISBN 978-3-402-06112-1, S. 277–292. (Digitalisat)
- Florian Russi: Oswald von Nell-Breuning. Der Sozialphilosoph. (= Philosophie für unterwegs. Band 22). Mitteldeutscher Verlag, Halle (Saale) 2024, ISBN 978-3-96311-936-1.
- Josef Senft: Oswald von Nell-Breuning. In: Udo Hahn, Udo Tworuschka (Hrsg.): Hoffnung hat einen Grund. Persönlichkeiten des Jahrhunderts. Zürich/Düsseldorf 1999, S. 148–156.
- Johannes Wallacher: Oswald von Nell-Breuning: Vordenker zeitgemäßer wirtschafts- und Finanzethik. In: Janez Perčič, Johannes Herzgsell (Hrsg.): Große Denker des Jesuitenordens. Schöningh, Paderborn 2016, ISBN 978-3-506-78400-1, S. 61–74.